# 拉米罗·科尔特斯
拉米罗·P·科尔特斯·莫尔泰尼（西班牙語：Ramiro P. Cortés Molteni，1931年—），乌拉圭男子篮球运动员，曾代表乌拉圭国家队参加1956年夏季奥运会男子篮球比赛，并获得铜牌。 